# Swen Schulz

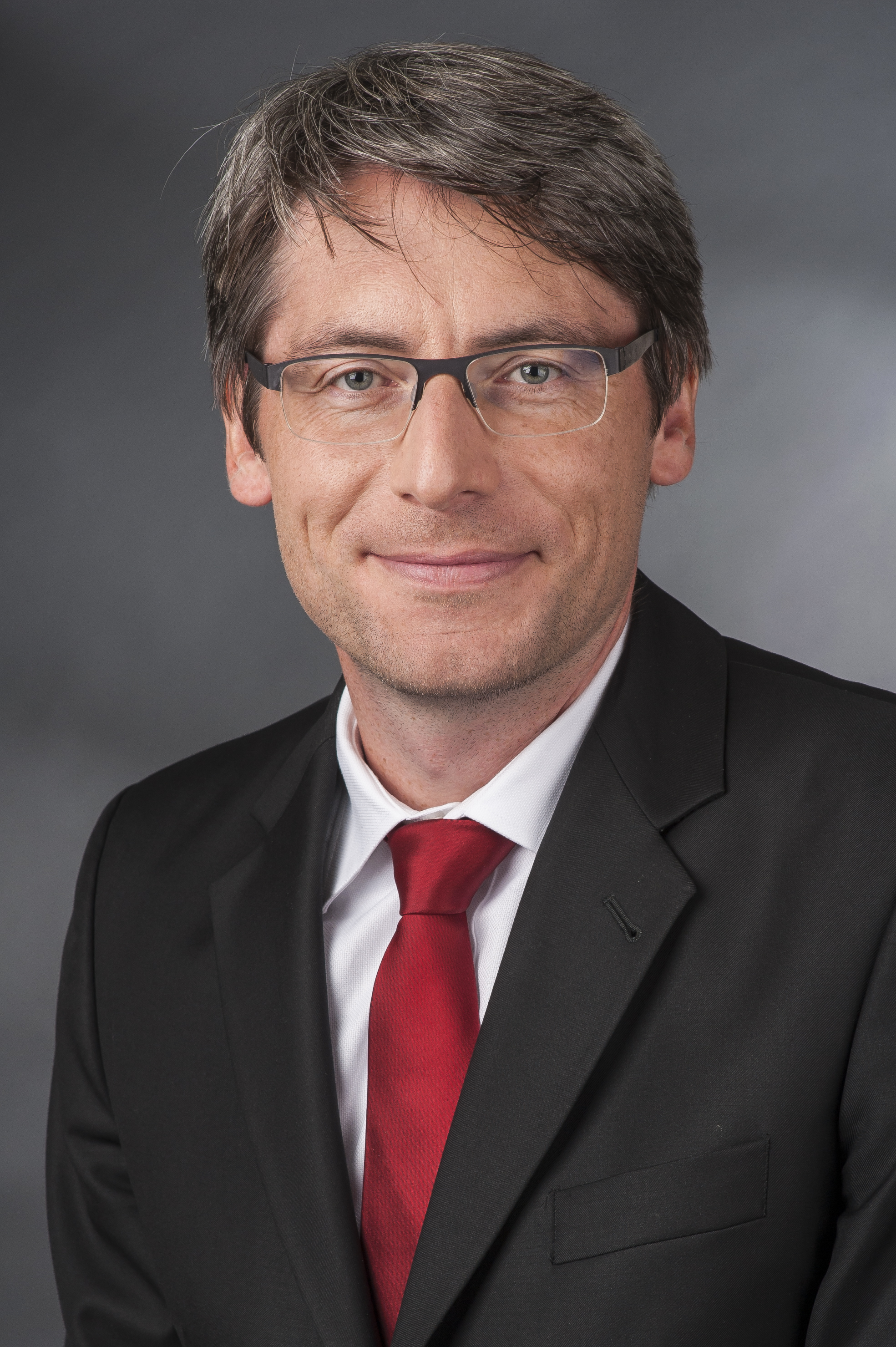
Swen Schulz (2014)

Swen Schulz (* 1. März 1968 in Hamburg) ist ein deutscher Politiker (SPD). Er war von 2002 bis 2021 Mitglied des Deutschen Bundestages. Bei der Bundestagswahl 2017 wurde er im Bundestagswahlkreis Berlin-Spandau – Charlottenburg Nord direkt in den 19. Deutschen Bundestag gewählt. 2021 kandidierte er nicht wieder.

## Leben und Beruf
Nach dem Abitur im Jahr 1987 in Hamburg absolvierte Schulz ein Studium der Politologie an der Freien Universität Berlin, welches er 1993 als Diplom-Politologe beendete. Anschließend war er im Jahr 1994 kurzzeitig wissenschaftlicher Mitarbeiter bei der Europaabgeordneten Dagmar Roth-Behrendt und wechselte noch im selben Jahr als Mitarbeiter in das Büro des Bundestagsabgeordneten Wolfgang Behrendt. Danach war er in den Jahren 1998 bis 2002 als Redaktionsdirektor in der Bezirksjournal Verlagsgesellschaft mbH, Berlin tätig.
Swen Schulz hat drei Kinder.

## Partei
Schulz trat noch als Schüler im Jahr 1986 in die SPD ein. Von 1998 bis 2008 war er Vorsitzender des SPD-Kreisverbandes Spandau und Mitglied im Landesvorstand der SPD in Berlin.

## Abgeordneter
In den Jahren 1998 bis 2002 gehörte Schulz der Bezirksverordnetenversammlung von Berlin-Spandau an.
Swen Schulz war 2002 und 2005 als direkt gewählter Abgeordneter des Wahlkreises Berlin-Spandau-Charlottenburg Nord in den Bundestag eingezogen. Bei den Bundestagswahlen 2009 und 2013 unterlag Swen Schulz jeweils dem Direktkandidaten der CDU Kai Wegner, konnte jedoch bei der Bundestagswahl 2017 den Wahlkreis zurückgewinnen.
Im Bundestag war er in den Jahren 2005 bis 2009 Sprecher der Landesgruppe Berlin. Von 2005 bis 2014 war er Mitglied im Vorstand der SPD-Bundestagsfraktion, von 2009 bis 2013 außerdem stellvertretender Sprecher der Fraktionsarbeitsgruppe „Bildung und Forschung“. Ab 2013 war er Mitglied des Haushaltsausschusses und dort Hauptberichterstatter für Bildung und Forschung. 
Am 27. Oktober 2011 reichte Swen Schulz zusammen mit dem Abgeordneten Peter Danckert beim Bundesverfassungsgericht eine Klage gegen das Verfahren zum Euro-Rettungsschirm (EFSF) und der Einsetzung eines neunköpfigen Sondergremiums ein, welches in eiligen Fällen eigenständig EFSF-Hilfen freigeben sollte und damit das Parlament umgangen und die Beteiligung aller Abgeordneten verhindert hätte. Am 28. Oktober 2011 gab das Gericht einem Antrag auf einstweilige Anordnung statt und stoppte die Einsetzung des Sondergremiums.
Im 19. Deutschen Bundestag war Swen Schulz ordentliches Mitglied im Haushaltsausschuss, sowie im Bundesfinanzierungsgremium. Zudem gehörte er als stellvertretendes Mitglied dem Ausschuss für Bildung, Forschung und Technikfolgenabschätzung an.
Im Jahr 2018 gab Schulz bekannt, 2021 nicht erneut für den Bundestag zu kandidieren.

## Gesellschaftliches Engagement
Swen Schulz ist Beisitzer des Vorstandes der Arbeiterwohlfahrt Kreisverband Spandau und Mitglied im Humanistischen Verband Berlin-Brandenburg.